# Ferdinand Küchler
Ferdinand Küchler (Gießen, 14 de juliol de 1867 - Leipzig, 24 d'octubre de 1937) va ser un violista alemany, reconegut pedagog del violí, i compositor musical de violí.
El 1889 va tenir el seu primer treball com a viola principal de l'Orquestra Simfònica de Basilea, també va tocar la viola en un quartet de cordes, i més tard va començar a fer classes de violí a l'escola de música local. En 1898 al Conservatori Hoch, a Frankfurt, va ser nomenat professor de violí, i també va ser violista del Quartet Heerman. Küchler va tornar a Basilea el 1910. L'any següent va treballar com a director de cor en una escola privada. I el 1927 va ser professor de violí al Conservatori Estatal de Leipzig. (Landeskonservatorium der Musik). Küchler va escriure llibres de text sobre la tècnica del violí, peces compostes instructius per al violí i diversos concerts per als estudiants. El seu curs de dos volums, va ser un dels pilars de la literatura d'instrucció de violí fins a mitjans de 1960.

## Treballs
Ajuda: Classificació llista de composicions, obres pedagògiques i literatura classificades per gènere, número d'opus, data de composició, títols i puntuació.
| Gènere           | Opus | Data      | Títol en alemany (Títol original) | Títol en anglès | Puntuació                                  | Notes                                 |
| ---------------- | ---- | --------- | --- | --- | ------------------------------------------ | ------------------------------------- |
| Piano            |      |           | Sechs Walzer und Zwey Eccossaisen | 6 Waltzes and 2 Eccossaises | per a piano                                |                                       |
| Piano            |      |           | Sechs neue Ansbacher Walzer und 2 Dreher | 6 New Ansbacher Waltzes and 2 Spinning Songs | per a piano                                |                                       |
| Pedagogic        |      |           | Tägliche Studien für die linke Hand des Geigers | Daily Studies for the Violinist's Left Hand | per a violí                                | publicat 1900s                        |
|                  | 1    |           | | |                                            |                                       |
| Pedagogic        | 2    | 1910–1911 | Praktische Violinschule: mit Verwendung von Übungsstücken älterer berühmter Pädagogen 1. Erste Lage bis zur Einführung in das Doppelgriffspiel, die wichtigsten Bogenstricharten und ihre Ausführung nach modernen Anschauungen 2. Der Fingersatz auf der Violine: mit vielen Beispielen aus der klassischen und modernen Violinliteratur 3. Ein Beitrag zur Reform des Violinunterrichts auf Grundlage von F. A. Steinhausen's Werk "Die Physiologie der Bogenführung auf den Streichinstrumenten" | A Course of Violin Instruction: with Application of Exercises of Well-known Masters (Méthode de violon: avec application d'études des maîtres classiques) 1. The First Position to the Introduction of Double-Stop Playing, the Main Bow Stroke Types and Their Transfer to Modern Ideas 2. Violin Fingering: with Many Examples from Classical and Modern Violin Literature 3. A Contribution to the Reform of Violin Teaching Based on Friedrich Adolf Steinhausen's Book "The Physiology of Bowing for Stringed Instruments" (1902) | per a violí                                | en 2 volumes, 8 llibres publicat 1914 |
| Pedagogic        |      |           | Chorgesangschule | A Course of Choral Singing | per a cors                                 | publicat 1915                         |
| Música de cambra | 3    |           | Der Aufstieg vom Volkslied zu den klassischen Meistern: Eine dem Lehrgange der praktischen Violinschule von Ferdinand Küchler sich einfügende und stufenweise fortschreitende Sammlung von Liedern und klassischen Vortragsstücken Heft I: 20 leichte Weisen Heft II: Nr. 21-40 | The Progression from Folk Song to the Classical Masters: A Gradual Progressive Collection of Songs and Classical Pieces in Ferdinand Küchler's Course of Violin Instruction | per a violí i piano                        | en 4 llibres publicat 1928            |
| Pedagogic        | 4    |           | Die ersten Doppelgriffe des Violinisten in allen Dur- und Molltonarten | Elementary Method of Double-Stopping in All Major and Minor Keys (Cours élémentaire des doubles cordes) | per a violí                                | publicat 1928                         |
|                  | 5    |           | | |                                            |                                       |
| Pedagogic        | 6    |           | 100 Etüden für die Anfangs- und Mittelstufe des Violinspiels | 100 Etudes for the Violin (Elementary and Intermediate Grades) (100 Études pour le violon (Degrés élémentaire et moyen)) | per a violí                                | publicat 1929                         |
| Pedagogic        | 7    |           | Tonleitern, Lagenwechsel, Dreiklänge | Scales, Shifting, Arpeggios (Gammes, changements de position, arpèges) | per a violí                                | publicat 1933                         |
|                  | 8    |           | | |                                            |                                       |
| Pedagogic        | 9    |           | Geworfener Strich und Springbogen | Spiccato and Springing Bow (Jeté et sautillé) | per a violí                                | publicat 1934                         |
| Chamber music    | 10   |           | Die erste Freude am Zusammenspiel (Erstes Zusammenspiel): 40 ganz leichte Stücke in der ersten Lage | The First Joys of Ensemble Playing: 40 Very Easy Pieces in the First Position | per a violí (o conjunt de violins) i piano | publicat 1932                         |
| Chamber music    |      |           | Blumenlese für angehende Violinisten, 24 Stücke nach Volksweisen und nach Beethoven, Weber, Dittersdorf, Reissinger, Donizetti | Anthology for Aspiring Violinists, 24 Pieces after Folk Songs and after Beethoven, Weber, Dittersdorf, Reissinger and Donizetti | per a violí i piano                        | publicat 1929                         |
| Pedagogic        |      |           | Lehrbuch der Bogenführung auf der Violine | Textbook of Violin Bowing | per a violí                                | publicat 1929                         |
| Pedagogical      |      |           | Lehrbuch der Technik des linken Armes | The Technique of the Left Arm: a Tutor (Traité de la technique violonistique du bras gauche) | per a violí                                | publicat 1931                         |
| Chamber music    | 11   |           | Concertino G-Dur (1. Lage) | Concertino in G major (1st Position) | per a violí i piano                        | publicat 1934                         |
| Literatura       |      |           | Goethes Musikverständnis | Goethe's Understanding of Music |                                            | publicat 1935                         |
| Concertant       | 12   |           | Concertino D-Dur (1. und 3. Lage) | Concertino in D major (1st and 3rd Position) | per a violí i orquestra (o piano)          | publicat 1936                         |
| Pedagogic        | 13   |           | Intonations- und Triller-Studien: eine Ergänzung zu jeder Violinschule | Exercises for Intonation and Trills: a Supplement to Every School of Violin-Playing (Exercices d'intonation et de trilles: Complément à toute méthode de violon) | per a violí                                | publicat 1936                         |
| Música de cambra | 14   |           | Concertino D-dur (I. Lage) | Concertino in D major (1st Position) | per a violí i piano                        | publicat 1937                         |
| Concertant       | 15   |           | Concertino im Stil von Antonio Vivaldi D-Dur, Schülerkonzert (1. und 3. Lage) | Concertino in the Style of Antonio Vivaldi in D major, Student Concerto (1st and 3rd Position) | per a violí i orquestra (o piano)          | publicat 1937                         |